# يانوش كوتشيش
يانوش كوتشيش (بالمجرية: Kocsis János) هو مصارع رياضي مجري، ولد في 16 فبراير 1951 في بودابست في المجر.

## وصلات خارجية
- يانوس كوكسيس على موقع قاعدة بيانات المصارعة الدولية (الإنجليزية)
- يانوس كوكسيس على موقع أوليمبيديا (الإنجليزية)
- يانوس كوكسيس على موقع اللجنة الأولمبية المجرية (الهنغارية)